# 東京商科大学 (旧制)
| 東京商科大学 （東京商大） | 東京商科大学 （東京商大）           |
| ------------------------- | ----------------------------------- |
| 創立                      | 1920年                              |
| 所在地                    | 東京市神田区 （現・東京都千代田区） |
| 初代学長                  | 佐野善作                            |
| 廃止                      | 1962年                              |
| 後身校                    | 一橋大学                            |
| 同窓会                    | 如水会                              |

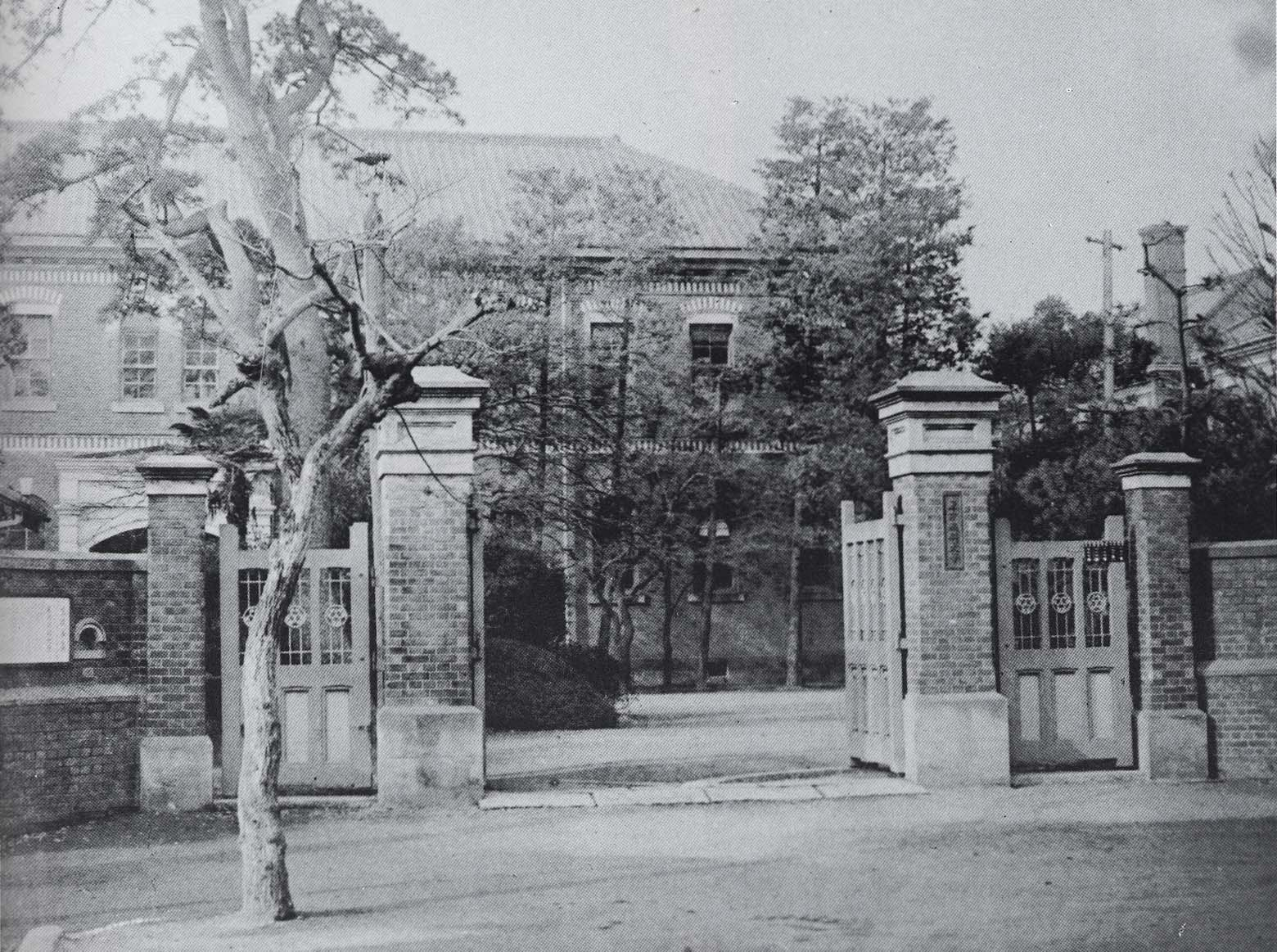
一ツ橋時代の東京商科大学正門（1921年）

東京商科大学（とうきょうしょうかだいがく、英語: Tokyo University of Commerce）は、1920年（大正9年）4月、東京市に設立された旧制官立大学。略称は「東京商大」。一橋大学の前身である。
この項では官立東京高等商業学校（東京高商）などの前身校を含め記述する。

## 概説

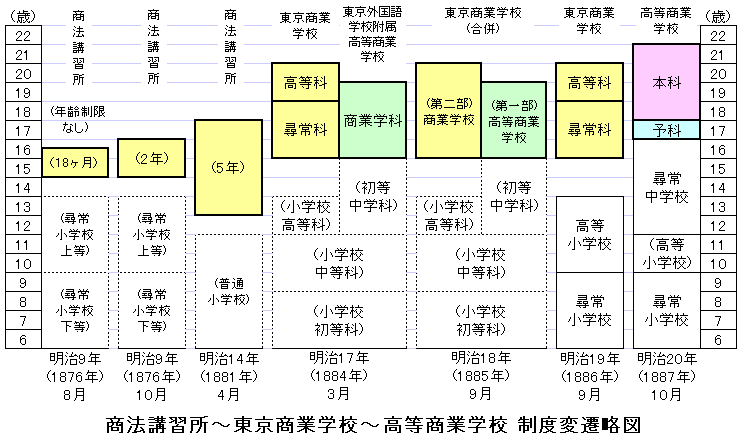
商法講習所から高等商業学校までの制度変遷略図

- 日本最初の官立単科大学として設立された（もちろん商科・商業大学としても日本初である）。商学部・予科・附属商学専門部・附属商業教員養成所を設置した（1940年時点）。
- 東京商大設立の母体となった東京高等商業学校もまた、1887年（明治20年）10月に設立された日本初の官立高等商業学校（旧制専門学校）であり、二番目の官立高商である神戸高商が1902年に設立されるまでは単に「高等商業学校」と称した。その前身は森有礼による私設の商法講習所（1875年設立）である。
- 第二次世界大戦中、東京産業大学（東京産大）への改称を余儀なくされたが、戦後になって旧称に復した（戦時下の「商大」「高商」改称の経緯については高等商業学校#歴史を参照）。
- 新制一橋大学の前身となった。
- 卒業生により社団法人「如水会」が結成されており、一橋大学出身者と共通の同窓会となっている。
- 校名が類似している新制私立「東京経済大学」は、本記事の主題である旧制官立「東京商科大学」とは無関係である。

## 歴史

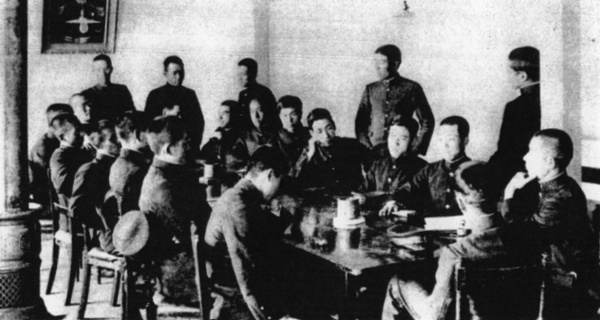
東京高商学生集会所（1910年）

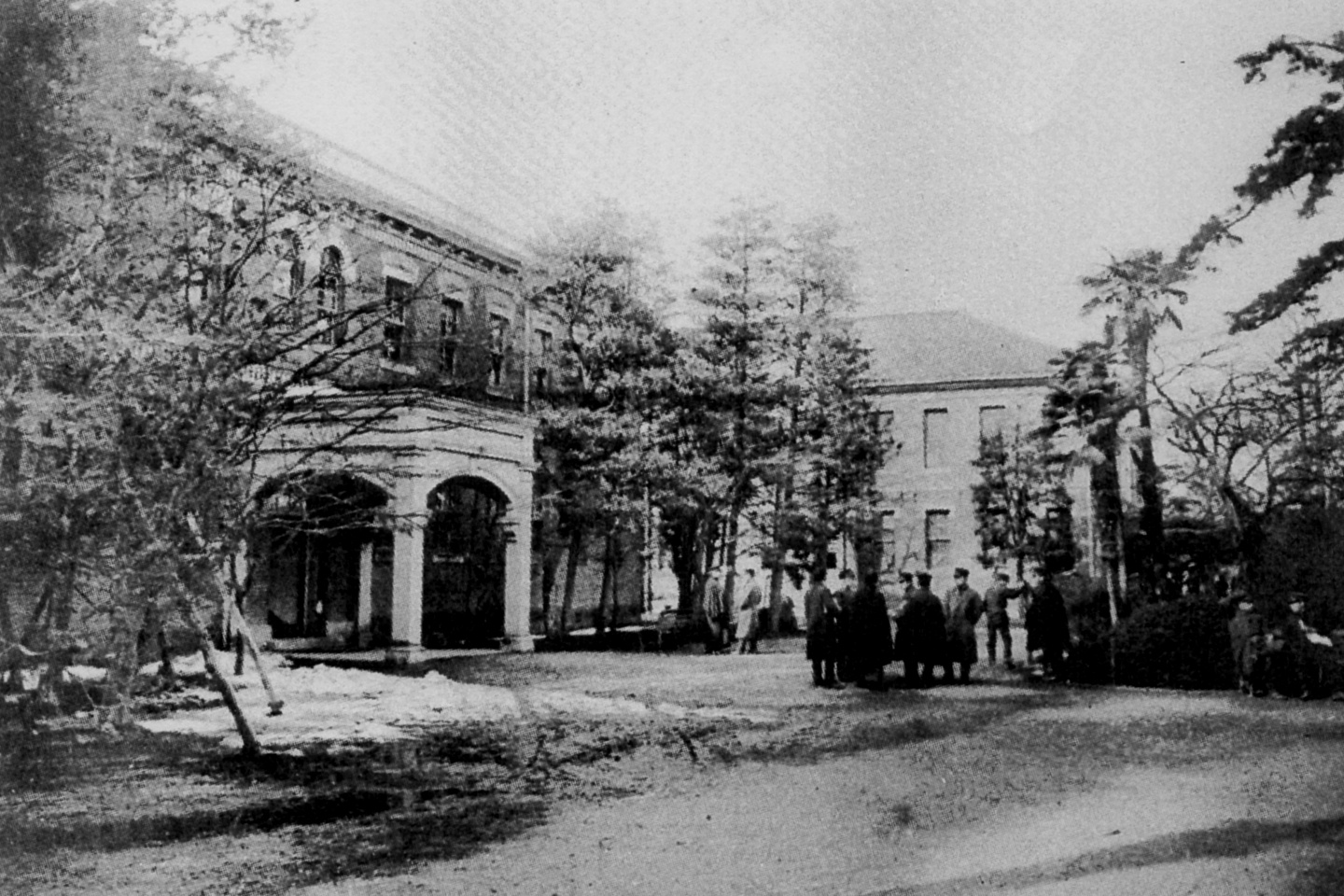
東京商大本館前（1921年頃）

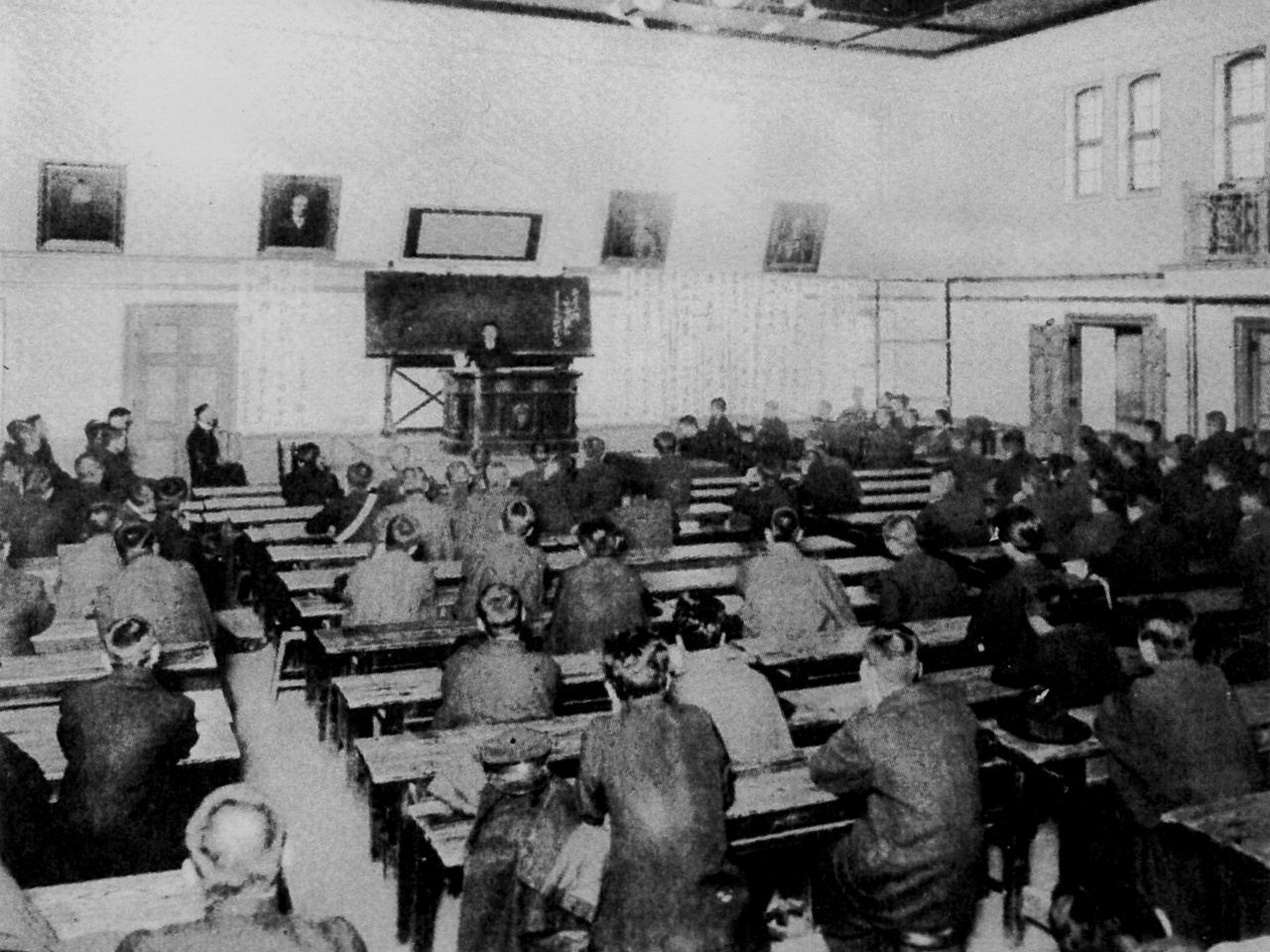
研究部大会（1921年頃）

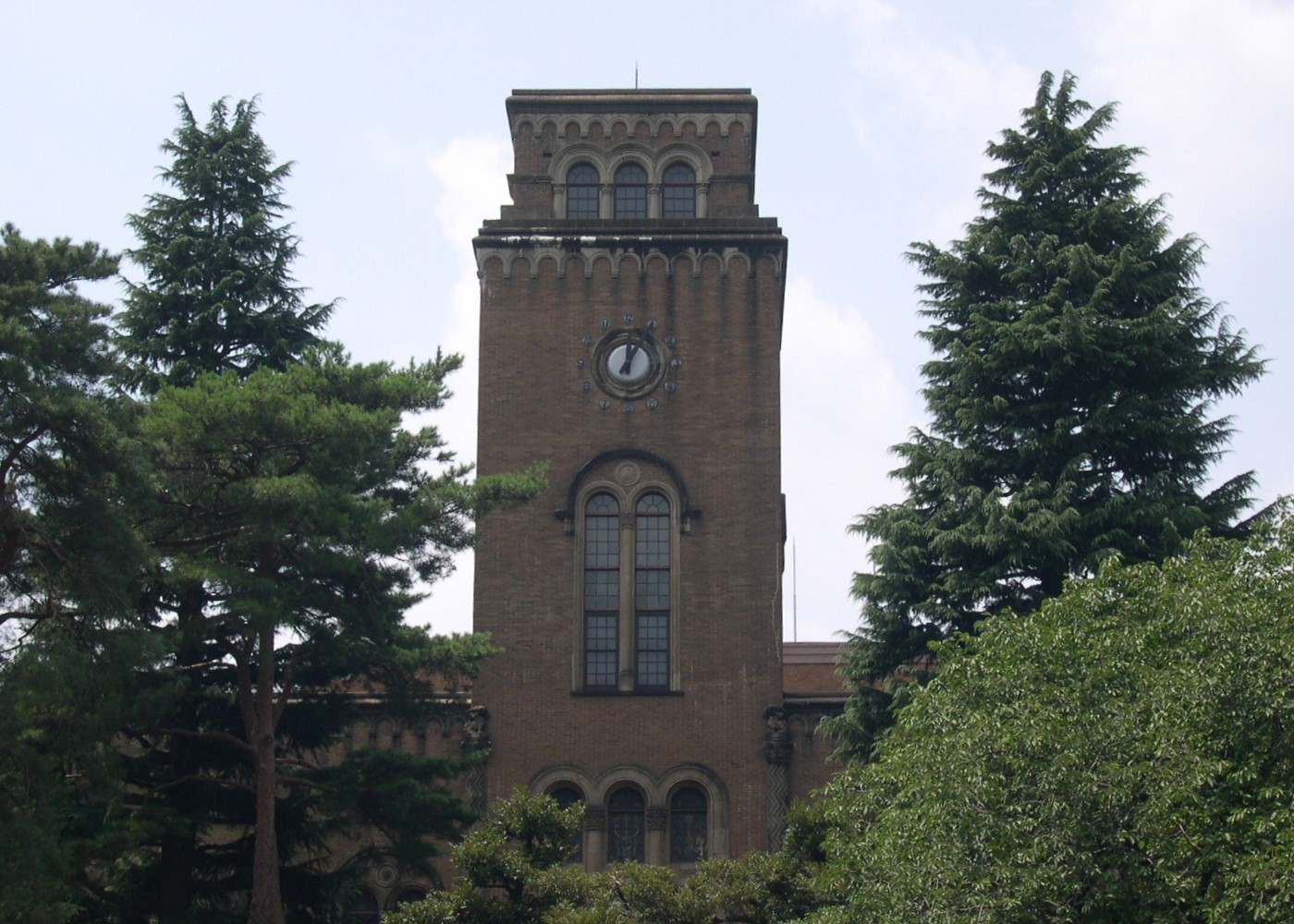
一橋大学（旧東京商大）附属図書館

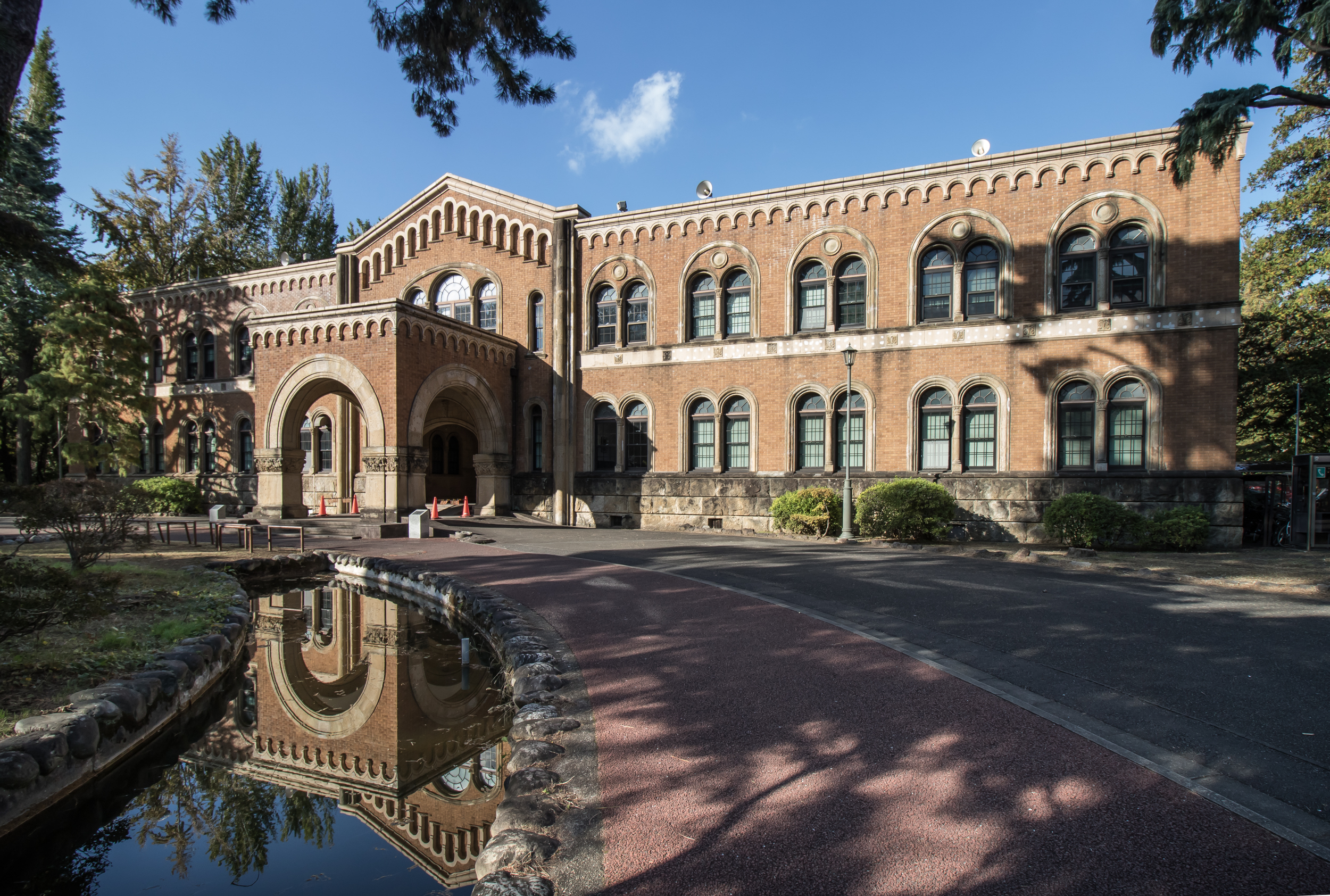
一橋大学国立キャンパス東本館（旧東京商大附属商学専門部）

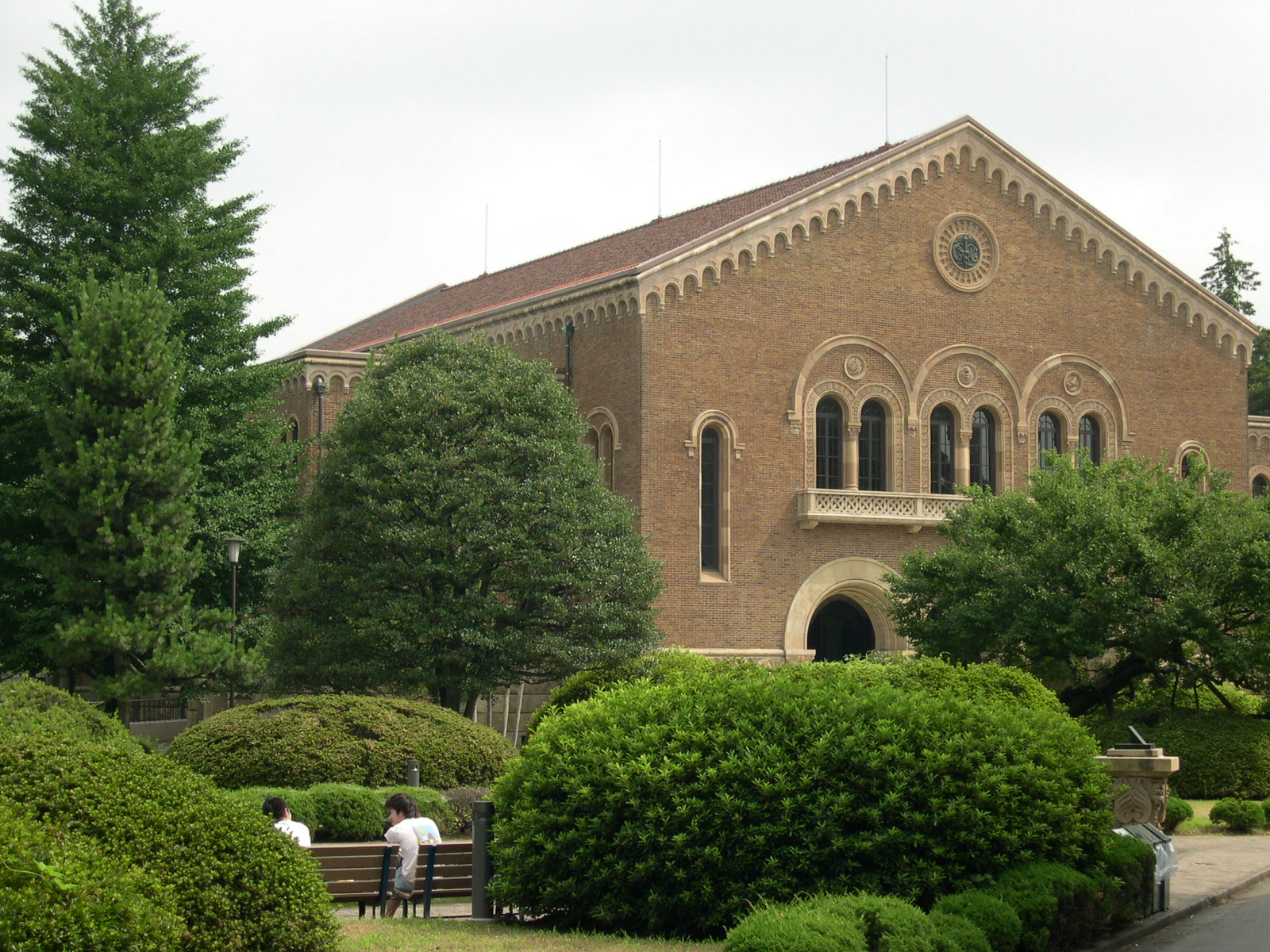
一橋大学（旧東京商大）兼松講堂

### 前身諸校
東京外国語学校（旧外語）も東京高商・商大の源流として位置づけられているが、この学校の沿革については当該項目を参照のこと。
- 1875年9月：森有礼、私塾として商法講習所開設。
  - 私塾の形をとったが実際には東京会議所の所管。
- 1876年5月：東京府に移管。
- 1884年3月：農商務省に移管、東京商業学校と改称。
- 1885年5月：文部省に移管。
- 1885年9月22日：東京外国語学校・同校所属高等商業学校を併合。
  - 従来の（東京外語）所属高等商業学校は「第一部」、東京商業学校は「第二部」、東京外国語学校は「第三部」と改編。
- 1886年1月：第一部を「高等部」、第二部を「普通部」、第三部を「語学部」と改称。附属商工徒弟講習所を設置。
- 1886年2月25日：高等部・語学部を廃止。

### 高商・東京高商時代
- 1887年10月5日：東京商業学校を高等商業学校に改編。
  - 本科（修業年限3年）および予科（1年）を設置。
- 1890年1月：商工徒弟講習所を分離、東京職工学校（東京工業大学の前身）に移管。
- 同年3月：イタリア人のエミリオ・ビンダが外国人教師となり、イタリア語やドイツ語の講義を行う。後に日本で初めてスペイン語の教育を行う。
- 1897年4月22日：附属外国語学校を設置。
- 1897年9月：専攻部設置。本科卒業生に専門教育を授けた。
- 1899年4月4日：附属外国語学校を東京外国語学校（新外語 / 新制東京外国語大学の前身）として分離。
- 1899年4月：附属商業教員養成所を附設。
- 1899年：専攻部の修業年限を2年に延長。
- 1901年1月：関一・福田徳三・津村秀松・志田鉀太郎・神田乃武ら欧州留学中の高商教授8名、「商業大学の必要」を建議。大学昇格運動の本格化。
- 1901年：この年より専攻部卒業者に「商業学士」を授与。
  - 予科～専攻部の修業年限6年が高等学校から帝国大学卒業までの年限と同等と認められたため。
- 1902年4月1日：官立神戸高等商業学校（神戸大学の前身）設置にともない東京高等商業学校に改称[1]。
  - 専攻部の受け入れ対象が神戸高商卒業生まで拡大した。
- 1907年12月30日：高商短艇部の「朱雀号遭難事件」。学生2名死去。
- 1909年5月11日：専攻部廃止の文部省令に対し全学生が抗議、総退学を決議（申酉事件最高潮に）。
- 1912年3月25日：文部省令により専攻部存続となる。
- 1913年7月：文部省、専攻部の東京帝大吸収を企てるも教員・学生・同窓会一体の反対で断念。
- 1914年11月：東京高商同窓会有志、如水会を結成。
- 1915年：3年制官立高商卒業生にも専攻部の門戸を拡大（ただし本科3年として編入）。
- 大阪高商卒業生の受け入れは1917年以降。
- 1920年3月：東京商大への大学昇格にともない専攻部が廃止される。

### 東京商大（一時、東京産業大）時代
- 1920年4月1日：勅令第71号により大学令に基づく東京商科大学設立（大学昇格）。
  - 本科である商学部（修業年限3年）と予科（修業年限3年）の他、附属商学専門部（高等商業学校に相当する課程、修業年限3年）・附属商業教員養成所（修業年限3年。卒業後に教職に就く義務がある代わりに学費が不要であった[2]。）を設置[3]。
- 1922年3月：大学分科制を廃止し学科課程を改正。
  - 教官指導制を導入し演習・クラブ活動の重視などの改革。
- 1923年9月1日：関東大震災により校舎のほとんどが壊滅。11月まで休校。
  - 同年12月1日授業再開。海外から購入され整理中だったメンガー文庫・ギールケ文庫は奇跡的に難を逃れる。
- 1926年9月：附属図書館設置。
- 1931年10月1日：政府による予科・商学専門部廃止案の発覚。籠城事件の発端。
  - 教授会・学生・如水会一体の抗議で廃止は取りやめ。
- 1933年1月10日：大塚金之助教授、共産党同調者とみなされ検束。
- 1935年7月9日：杉村広蔵助教授の学位請求論文が審査不通過。白票事件の発端。
- 1940年：附属機関として東亜経済研究所の設置。
- 1942年2月：東亜経済研究所の官制化。
- 1942年：予科で配属将校排斥運動。
- 1943年：予科の修業年限を1カ年短縮。
- 1943年10月：特別研究生制度実施。
- 1944年4月：附属工業経営専門部を設置。
- 1944年10月1日：戦時下の理系重視（商業軽視）の政策のため[4]、東京産業大学への改称を余儀なくされる[5]。
- 1944年11月：産業経営の理論的・実証的研究を行う学内機関（後に「産業能率研究所」と名称決定、現・一橋大学イノベーション研究センター）を設置。
- 1946年3月：東亜経済研究所を経済研究所と改称。
- 1946年4月：工業経営専門部廃止。
- 1947年3月25日：名称を東京商科大学に復する[6]。
- 1949年5月31日：学制改革による新制一橋大学創立で同大学に包括され、一橋大学東京商科大学の名称となる。商業教員養成所廃止。
- 1950年4月：予科廃止。
- 1951年3月：商学専門部廃止。
- 1953年3月：最後の卒業式。学位審査のための教授会組織は存続。
- 1962年3月31日：東京商科大学廃止。

## 歴代学長
商法講習所長

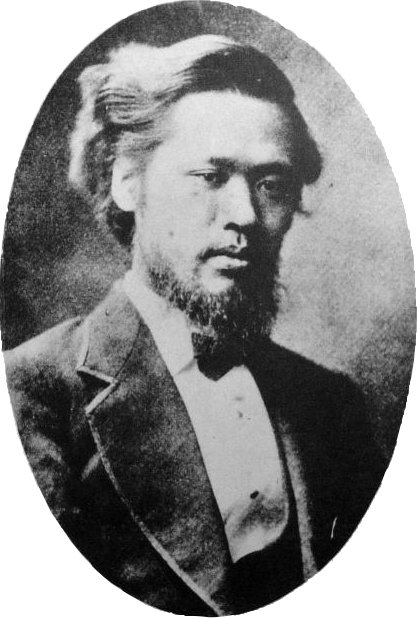
森有礼 / 前身機関たる商法講習所の「生みの親」。

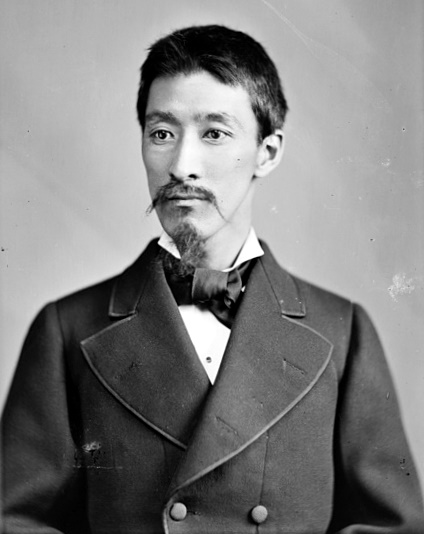
矢野二郎 / 商法講習所長・東京商業学校校長を経て高等商業学校初代校長。

- 矢野次郎（1876年5月26日 - 1881年7月29日、1881年9月14日 - 1883年11月19日） - 依願退任（のち東京商業学校長）。
1883年11月19日 - 1884年3月：東京府御用掛南貞助が所長事務心得。

東京商業学校長
- 河上謹一（1884年3月25日 - 7月15日）
兼官（本官農商務権少書記官）。
- 矢野次郎（1884年7月15日 - 1887年10月5日） - 元商法講習所長。
1885年9月22日 -：文部省御用掛森有礼が監督。

高等商業学校長・東京高等商業学校長
- 矢野次郎（1887年10月5日 - 1893年4月27日） - 依願退任（のち貴族院議員）。
1893年4月28日 - 6月19日：帝国大学法科大学教授和田垣謙三が校長事務取扱。
- 由布武三郎（1893年6月19日 - 1895年8月27日） - 前文部省参事官。専任文部省参事官に転出。
途中から文部省参事官を兼任。
- 小山健三（1895年8月27日 - 1898年5月2日） - 前文部大臣秘書官兼文部書記官。文部次官に転出。
文部省参事官兼任（一時農商務省参事官も兼任）→文部省実業教育局長兼任。
1898年5月2日 - 6月6日：教授神田乃武が校長心得。
- 清水彦五郎（1898年6月6日 - 8月6日） - 前東京帝国大学書記官。依願退任（のち東京帝国大学書記官）。
1898年8月6日 - 10月25日：文部省実業学務局長手島精一が校長事務取扱。
1898年10月25日 - 11月24日：文部省高等学務局長高田早苗が校長事務取扱。
1898年11月24日 - 1899年3月25日：文部省普通学務局長澤柳政太郎が校長事務取扱。
- 駒井重格（1899年3月25日 - 1901年12月10日） - 前大蔵省参事官。在任中死去。
大蔵省参事官兼任。
1901年12月10日 - 1902年2月4日：文部省参事官寺田勇吉が校長事務取扱。
- 寺田勇吉（1902年2月4日 - 8月26日） - 前文部書記官兼文部省参事官文部省視学官。休職により退任。
1902年4月1日：高等商業学校を東京高等商業学校と改称。
- 松崎蔵之助（1902年8月26日 - 1909年5月5日） - 専任東京帝国大学法科大学教授に転出。
兼官（本官東京帝国大学法科大学教授）→本官（東京帝国大学法科大学教授兼任）。
1909年5月5日 - 9月11日：文部省専門学務局長真野文二が校長事務取扱。
1909年9月11日 - 1911年3月24日：講師澤柳政太郎が校長事務取扱。
- 坪野平太郎（1911年3月24日 - 1914年8月15日） - 前山口高等商業学校長。依願退任。
- 佐野善作（1914年8月15日 - 1920年4月1日） - 前教授。
教授兼任。

東京商科大学長・東京産業大学長・一橋大学東京商科大学長
- 佐野善作（1920年4月1日 - 1935年10月16日） - 前東京高等商業学校長兼教授。依願退任。
途中まで教授を兼任。
- 三浦新七（1935年10月16日 - 1936年12月23日） - 前講師、元教授兼附属商学専門部教授・小樽高等商業学校教授。依願退任。
貴族院議員。
- 上田貞次郎（1936年12月23日 - 1940年5月8日） - 前教授兼附属商学専門部教授。在任中死去。
途中から教授を兼任。
1940年5月8日 - 5月25日：教授高瀬荘太郎が学長事務取扱。
- 高瀬荘太郎（1940年5月25日 - 1946年8月26日） - 前教授兼附属商学専門部教授・文部省督学官。依願退任（のち経済安定本部総務長官兼物価庁長官）。
教授兼任（途中から東亜経済研究所長→経済研究所長も兼任）。
1944年10月1日：東京商科大学を東京産業大学と改称。
- 上原専禄（1946年8月26日 - 1949年1月19日） - 前附属商学専門部教授兼本学教授。附属商学専門部教授兼本学教授に転任。
1947年3月25日：東京産業大学を東京商科大学と改称。
- 中山伊知郎（1949年1月19日 - 1955年10月27日） - 前教授兼附属商学専門部教授。
本職（教授・附属商学専門部教授兼職、途中から経済研究所長も兼職）→兼職（本職一橋大学長、本学教授・附属商学専門部教授も兼職、途中まで一橋大学経済研究所長も兼職）。
1949年5月31日：東京商科大学を一橋大学東京商科大学に改組。
- 井藤半彌（1955年10月27日 - 1959年4月1日）
併任（本職一橋大学長、一橋大学教授・本学教授も併任）。
- 山中篤太郎（1959年4月1日 - 1961年4月1日）
併任（本職一橋大学長、一橋大学教授・本学教授も併任）。
- 高橋泰蔵（1961年4月1日 - 1962年3月31日）
併任（本職一橋大学長、一橋大学教授・本学教授も併任）。

## 校地の変遷と継承

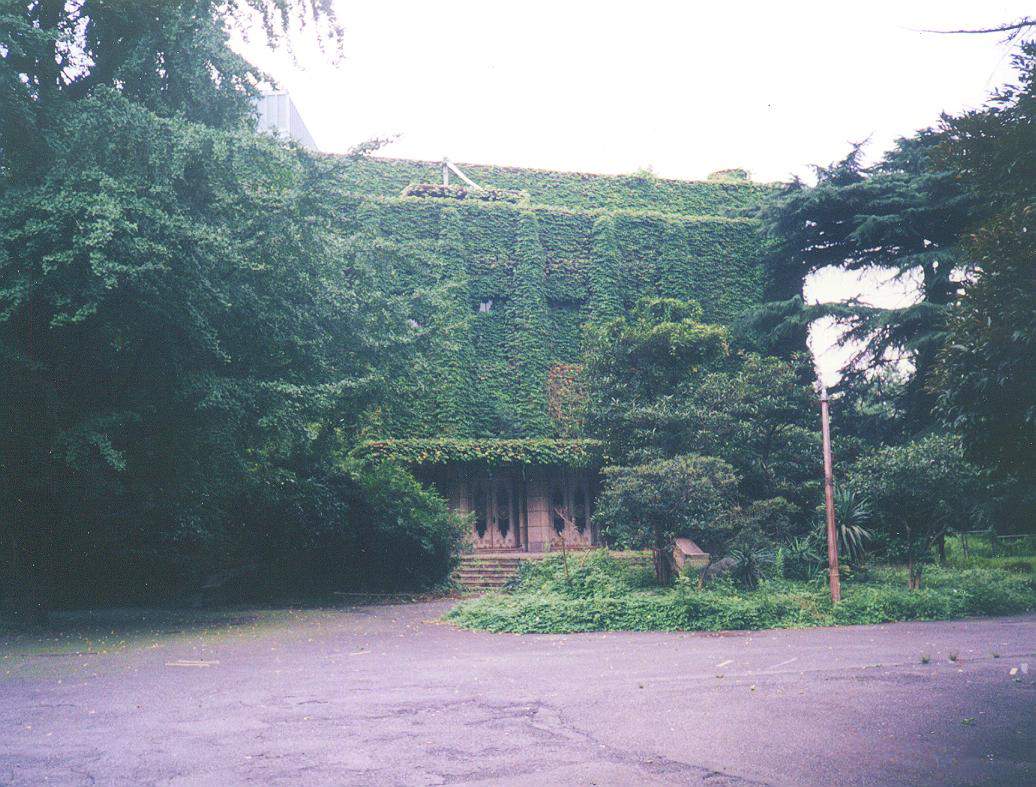
旧一橋講堂（1993年当時） / 現存しない

### 銀座時代～一ツ橋時代
1875年（明治8年）に設立の商法講習所は東京・銀座尾張町2丁目（現東京都中央区銀座 / 現在「商法講習所（一橋大学）」の碑が建立されている）に置かれたが、翌76年の東京府移管にともない同年11月、木挽町10丁目13番地（同）に移転した。そして東京商業学校への改称を経て、1885年には東京外国語学校の併合により一ツ橋通町1番地（現千代田区一ツ橋2丁目）の同校校舎に移転し、これが一橋大学の名称の由来となっている。そしてこの地で高等商業学校 - 東京高商に改編され、ついで東京商大への昇格を果たした。国立移転（後出）後の一ツ橋の校地には、南半部に一橋講堂（現在は一橋大学講堂（学術総合センター）として改築）および如水会館が建設され、北半部は共立女子大学の校地（共立講堂）となっている。

### 国立時代
震災による一ツ橋校舎の壊滅
1923年（大正12年）9月1日の関東大震災により一ツ橋の校地は甚大な被害を受け、図書館と三井ホール（旧専攻部教室）を除く校舎が壊滅・焼失した。このため同年末の授業再開に際しては一ツ橋の残存校舎と東京高等学校校舎（幡ヶ谷）・東京農業大学校舎（渋谷）を借用して行われた。こののち1924年4月には石神井に新築の仮校舎が完成して各学部・学科を新旧の両校舎に収容、予科はすべて石神井仮校舎に移転された（現在は都営石神井町アパート群の中に「東京商科大學豫科 石神井校舎舊跡」として碑文が建つのみである）。この頃から郊外に新校地を求め学園都市を建設すべきであるという意見が学内で高まり、翌25年9月には学部・附属専門部を府下北多摩郡谷保村（現国立市）に移転することが文部省から認可された。
国立・小平新校舎への移転

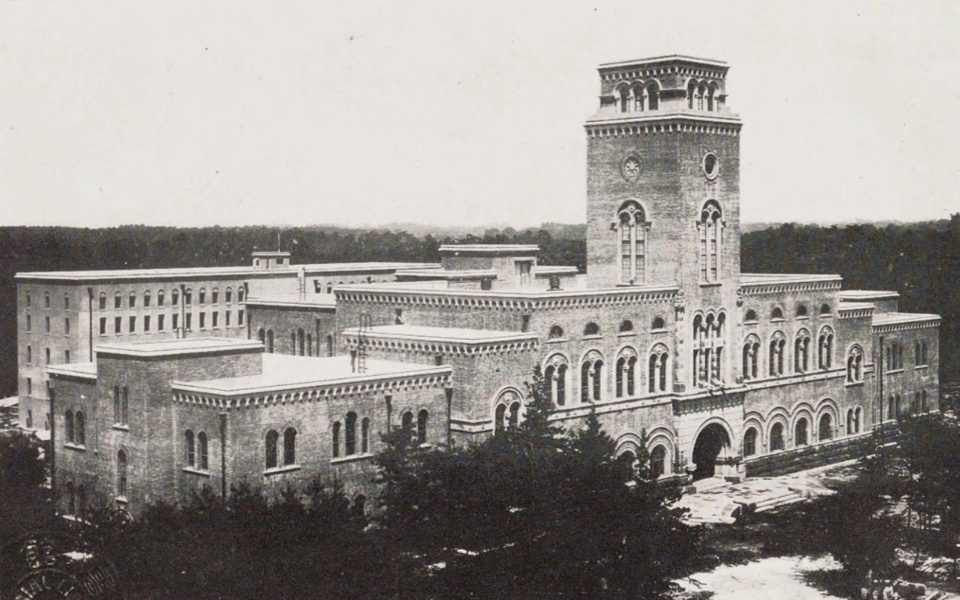
東京商科大学図書館

国分寺と立川の間に位置する原野30万平方メートルの用地で東京帝大教授・伊東忠太の設計による新校舎の建設が始まり、1926年4月には国鉄中央線の新駅開業に際して新校地周辺の地名は「国立」と命名（「国分寺と立川の中間」にちなむ）された。なお、行政上の地名はその後谷保村が町制を施行するさい駅名に合わせ国立町と改称、さらに国立市となって現在に至っている。1927年（昭和2年）4月には国立に商学専門部仮校舎が新築され、1930年には大学本科が国立での授業を開始、国立校舎への移転は1931年5月までに完了した。石神井仮校舎の予科については1933年8月に府下北多摩郡小平村（現小平市）に新築された校舎に移転した。跡地は小学館が取得し校舎を改修して本社とした。
戦時期から戦後へ
第二次世界大戦中の1944年12月には、戦時体制のもと国立の兼松講堂および構内の一部が軍命令で中島飛行機株式会社に借り上げられ、予科校舎・専門部校舎は第92部隊、一橋講堂（一ツ橋）・東亜経済研究所は第100部隊に接収され終戦までこの状態が続いた。戦後、国立と小平の校地・校舎は新制一橋大学に継承（国立キャンパスおよび小平キャンパス）され、現在に至っている。

## 校史トピックス

### 東亜経済研究所と南方軍政
1941年12月8日の日米開戦後、東京商大東亜経済研究所（現・一橋大学経済研究所）に集まった教員の中から「南方占領地での軍政に協力しつつ自分たちの独自の研究を進めていこう」という声が高まり、当時の高瀬荘太郎学長が実弟（高瀬啓治陸軍大佐）を通じて軍部に働きかけ、南方への調査団派遣が本決まりになった。東亜経済研究所の担当は昭南市（シンガポール）の南方軍軍政総監部（のちマライ軍政監部）の調査部付として英領マラヤの民族・経済状況の調査を行うことであり、同研究所のスタッフを中心に赤松要教授を筆頭に石田龍次郎・小田橋貞寿・板垣与一・山田勇・山田秀雄・大野精三郎・宇津木正らの教員が南方に派遣された。派遣された教員たちは司政官として精力的な調査活動を行い、のちのUMNOにつながるクリス運動の発足に関わった板垣のように、軍政部の対マレー人工作に関与した者もいた。

## 関連文献
- 天野郁夫 『旧制専門学校論』 玉川大学出版部、1993年、ISBN 447209391X
- 海後宗臣（監修） 『日本近代教育史事典』 平凡社、1971年、ISBN 4582117015
- 週刊朝日（編） 『青春風土記　旧制高校物語』第4巻、朝日新聞社、1979年
  - 綱淵謙錠「東京商大予科」収録。
- 『日本近現代史辞典』 東洋経済新報社、1978年
  - 尾崎ムゲン作成「文部省管轄高等教育機関一覧」参照。
- 秦郁彦（編）『日本官僚制総合事典；1868 - 2000』 東京大学出版会、2001年
  - 「主要高等教育機関一覧」参照。